# Рулло, Джейсон
Джейсон Рулло (англ. Jason Rullo; родился 17 июля 1972 года в Хакенсаке) — американский барабанщик, участник прогрессив-метал группы Symphony X.

## Биография
В 1994 году вместе с Майклом Ромео, Майклом Пиннеллой и Томасом Миллером основал группу Symphony X. В конце 1997 года вынужден был покинуть группу по личным причинам. Его временно заменил Томас Уоллинг. Вернулся в 2000 году. В 2003 году сотрудничал с группой Redemption. 27 февраля 2013 года был госпитализирован из-за сердечной недостаточности. Он провел неделю в больнице, и был выписан через несколько дней. Потом Джейсон начал программу реабилитации, и сказали, что его восстановление займет не менее 3-6 месяцев под контролем врачей помощи. 26 марта 2013 года группа объявила, что Джон Макалузо присоединится к ним на гастролях, в их южноамериканском и европейском туре, пока Джейсон восстанавливается.

## Дискография

### Symphony X
- Symphony X (1994)
- The Damnation Game (1995)
- The Divine Wings of Tragedy (1997)
- V: The New Mythology Suite (2000)
- Live on the Edge of Forever (2001, концертный альбом)
- The Odyssey (2002)
- Paradise Lost (2007)
- Iconoclast (2011)
- Underworld (2015)

### Redemption
- Redemption (2003)